# Tatjana Jambajeva
Tatjana Jambajeva (ryska: Татьяна Ямбаева), född 8 maj 1980, är en rysk längdåkare som tävlar i FIS Marathon Cup. Hon slutade som sammanlagd segrare i Marathon Cup säsongen 2007/2008.
Hennes främsta VM-merit i skidåkning är en nittonde plats i 10 km längd vid VM i Tjeckien 2009. . Hon har deltagit i världscupen endast sex gånger (alla 2009).